# Chery Cielo
O Chery Cielo é um automóvel de porte médio construído pela fabricante chinesa Chery Automobile, oferecido como um sedan  de 4 portas e como um hatchback 5 portas. Foi revelado pela primeira vez como carro-conceito em 2006 e foi colocado à venda em setembro de 2008. O carro foi desenhado pelo estúdio italiano Pininfarina.
Na Europa Oriental e Oceania é comercializado vários nomes diferentes, incluindo: Chery M11 (na Ucrânia e Rússia), Chery Tengo (na Sérvia e países vizinhos), Chery Chance/Niche (na Turquia), Chery Cielo (no Brasil), Chery Skin/Skin Sport (no Chile), Chery Orinoco (na Venezuela), Chery J3 (na Austrália) e Chery A3 (outros).
Em 2011, passou a ser comercializado na China versão do veículo equipada com transmissão continuamente variável (Câmbio CVT).